# Milan Foot-Ball and Cricket Club 1909-1910
Questa voce raccoglie le informazioni riguardanti il Milan Foot-Ball and Cricket Club nelle competizioni ufficiali della stagione 1909-1910.

## Stagione

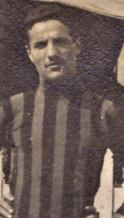
Attilio Colombo, al Milan dal 1905 al 1915

In questa stagione è cambiata l'organizzazione del campionato. Viene predisposto un solo girone in cui affrontano le nove contendenti al titolo di campione d'Italia.
Per il Milan è un campionato mediocre, con un deludente sesto posto. I rossoneri pagano soprattutto una lunga sequela di infortuni che porta, verso la fine del torneo, anche alla demoralizzazione dei giocatori, atteggiamento concausa dei pessimi risultati del campo. Degni di nota sono i debutti di Aldo Cevenini e di Renzo De Vecchi, che vengono lanciati nel panorama calcistico italiano.
In questa stagione avviene il primo cambio di sede societaria: dalla Fiaschetteria Toscana di via Berchet 1, prima sede dei rossoneri, il Milan si trasferisce alla Birreria Spatenbräu di via Foscolo 2 a Milano.

## Divise
La divisa è una camicia a maniche lunghe e strisce verticali sottili della stessa dimensione, rosse e nere, stemma di Milano sul petto (croce rossa su sfondo bianco), calzoncini bianchi e calzettoni neri.
| Casa |

## Organigramma societario
Area direttiva
- Presidente: Piero Pirelli
- Vice presidente: Gerolamo Radice
- Segretario: Luigi Bianco

Area tecnica
- Direttore sportivo facente allenatore: Giannino Camperio

## Rosa
| N. |                        | Ruolo | Calciatore            |
| -- | ---------------------- | ----- | --------------------- |
|    | Italia (bandiera)      | P     | Luigi Barbieri        |
|    | Italia (bandiera)      | P     | Lorenzo Gaslini       |
|    | Svizzera (bandiera)    | P     | Heinric Heim          |
|    | Inghilterra (bandiera) | P     | Thomas Mac Cormack    |
|    | Italia (bandiera)      | D     | Renzo De Vecchi       |
|    | Italia (bandiera)      | D     | Guido Moda (capitano) |
|    | Italia (bandiera)      | D     | Marco Sala            |
|    | Italia (bandiera)      | C     | Alfred Bosshard       |
|    | Italia (bandiera)      | C     | Attilio Colombo       |
|    | Scozia (bandiera)      | C     | Jack Diment           |
|    | Italia (bandiera)      | C     | Giulio Ermolli        |

| N. |                     | Ruolo | Calciatore          |
| -- | ------------------- | ----- | ------------------- |
|    | Svizzera (bandiera) | C     | Otto Mayer          |
|    | Svizzera (bandiera) | C     | Edi Ott             |
|    | Italia (bandiera)   | C     | Alessandro Scarioni |
|    | Italia (bandiera)   | A     | Pietro Pozzi        |
|    | Italia (bandiera)   | A     | Achille Brioschi    |
|    | Italia (bandiera)   | A     | Gustavo Carrer      |
|    | Italia (bandiera)   | A     | Aldo Cevenini       |
|    | Svizzera (bandiera) | A     | Albert Hunzicker    |
|    | Italia (bandiera)   | A     | Pietro Lana         |
|    | Italia (bandiera)   | A     | Edoardo Mariani     |
|    | Italia (bandiera)   | A     | Vittorio Pedroni    |

## Risultati

### Prima Categoria
| Arbitro: | Recalcati (Milano) |

|                      |           |               |
| Lana 27’ (rig.), 43’ | Marcatori | 15’ Bontadini |

| Arbitro: | G.Gama (Milano) |

|                           |           |              |
| Sardi 20’ Cevenini I aut’ | Marcatori | 15’ Brioschi |

| Arbitro: | Malvano (Torino) |

|                                     |           |                           |
| Lang 10’, 53’, 55’, 78’ Zuffi I 84’ | Marcatori | 3’ De Vecchi 64’ Barbieri |

| Arbitro: | G.Gama (Milano) |

|                   |           |                                                                                       |
| Ansaldo ?’ (rig.) | Marcatori | ?’ Brioschi ?’ Carrer ?’ Cevenini I ?’ marcatore sconosciuto ?’ marcatore sconosciuto |

| Arbitro: | Goodley (Torino) |

|             |           |  |
| Mariani 41’ | Marcatori |  |

| Arbitro: | Meazza (Milano) |

|  |           |             |
|  | Marcatori | 52’ Mariani |

| Arbitro: | G.Gama (Milano) |

|  |           |                               |
|  | Marcatori | 4’ Corna I 63’, 86’ Rampini I |

| Milano 24 aprile 1910 8ª giornata | Milan | 2 – 0 referto | Andrea Doria | Campo Milan di Porta Monforte |

| Arbitro: | Bertinetti (Vercelli) |

|                                                   |           |                                         |
| Borel I 10’ (rig.) Moschino 30’, 67’ Barberis 61’ | Marcatori | 13’ (rig.) Lana 25’ De Vecchi 42’ Mayer |

| Arbitro: | Meazza (Milano) |

|  |           |             |
|  | Marcatori | ?’ Moschino |

| Arbitro: | G.Gama (Milano) |

|                              |           |                        |
| Scotuzzi 1’ Bontadini III ?’ | Marcatori | 3’ Brioschi 30’ Carrer |

| Arbitro: | Goodley (Torino) |

|  |           |                                 |
|  | Marcatori | ?’ Capra ?’ Peterly II ?’ Payer |

| Arbitro: | G.Gama (Milano) |

|              |           |  |
| Brioschi 32’ | Marcatori |  |

| Arbitro: | Hess (Torino) |

|                                       |           |  |
| Rampini I 15’, 58’, 81’ Milano II 30’ | Marcatori |  |

| Arbitro: | Recalcati (Milano) |

|                                               |           |            |
| Peterly II 55’, 85’ Engler 62’, 71’ Capra 68’ | Marcatori | 5’ Mariani |

| Arbitro: | G.Gama (Milano) |

|  |           |                     |
|  | Marcatori | ?’ (aut.) De Vecchi |

## Statistiche

### Statistiche di squadra
| Competizione    | Punti | In casa | In casa | In casa | In casa | In casa | In casa | In trasferta | In trasferta | In trasferta | In trasferta | In trasferta | In trasferta | Totale | Totale | Totale | Totale | Totale | Totale | DR  |
| Competizione    | Punti | G       | V       | N       | P       | Gf      | Gs      | G            | V            | N            | P            | Gf           | Gs           | G      | V      | N      | P      | Gf     | Gs     | DR  |
| --------------- | ----- | ------- | ------- | ------- | ------- | ------- | ------- | ------------ | ------------ | ------------ | ------------ | ------------ | ------------ | ------ | ------ | ------ | ------ | ------ | ------ | --- |
| Prima Categoria | 13    | 8       | 4       | 0       | 4       | 6       | 11      | 8            | 2            | 1            | 5            | 17           | 25           | 16     | 6      | 1      | 9      | 23     | 36     | -13 |

### Statistiche dei giocatori
| Giocatore      | Prima Categoria | Prima Categoria |
| Giocatore      | Presenze        | Reti            |
| -------------- | --------------- | --------------- |
| L. Barbieri    | 12              | -7;1            |
| A. Bosshard    | 3               | 0               |
| A. Brioschi    | 10              | 5               |
| G. Carrer      | 13              | 3               |
| A. Cevenini    | 13              | 1;-4            |
| A. Colombo     | 12              | 0;-3            |
| R. De Vecchi   | 15              | 3               |
| J. Diment      | 5               | 0               |
| G. Ermolli     | 1               | 0               |
| L. Gaslini     | 3               | -7              |
| H. Heim        | 4               | -8              |
| A. Hunzicker   | 1               | 0               |
| P. Lana        | 8               | 3               |
| T. Mac Cormack | 1               | 0               |
| O. Mayer       | 13              | 1               |
| E. Mariani     | 12              | 3               |
| G. Moda        | 10              | 0               |
| E. Ott         | 3               | 0;-7            |
| V. Pedroni     | 3               | 0               |
| P. Pozzi       | 1               | 0               |
| M. Sala        | 9               | 0               |
| A. Scarioni    | 13              | 0               |